# El Pou de la neu
El Pou de la neu és una obra de Cabra del Camp (Alt Camp) inclosa a l'Inventari del Patrimoni Arquitectònic de Catalunya.

## Descripció
Estructura cilíndrica, de pedra seca, amb cúpula de pedra.
Diàmetre estimat: 7-8 metres. Profunditat: 7 metres. La boca de càrrega, al centre de la cúpula, és rectangular, de 60x60 cm. L'entrada en un sentit horitzontal és oberta al vessant nord d'un tossalet, de cara al torrent de Cabra. Forma com una cova la boca de la qual és sostinguda per un arc de pedra, bastant aplanat. Un petit talús fa baixar en una finestra que permet guaitar dins el pou, i que er ael camí d'accés. Podien obtenir gel aprofitant l'aigua del torrent de Cabra.